# Đặng Trần Đức
Đặng Trần Đức (19 tháng 10 năm 1922 – 26 tháng 3 năm 2004) bí danh Ba Quốc – 3Q, tên công khai khi hoạt động tình báo tại Sài Gòn trước năm 1975 là Nguyễn Văn Tá, là Thiếu tướng tình báo Quân đội nhân dân Việt Nam. Nguyên Ủy viên Thường vụ Đảng ủy, Cục trưởng Cục 12, Tổng cục II, Bộ Quốc phòng Việt Nam, phụ trách lực lượng tình báo phía Nam và Campuchia. Trước khi mất, ông là cố vấn cho Tổng cục trưởng Tổng cục Tình báo và tham gia Ban chỉ đạo Điệp báo Tổng cục.

## Tiểu sử
Ông sinh ngày 19 tháng 10 năm 1922 tại phường Thanh Trì, quận Hoàng Mai (nay là phường Vĩnh Hưng), thành phố Hà Nội.

## Quá trình công tác

### Trước năm 1954
Tháng 3 năm 1945, ông tham gia Việt Minh tại khu Hàng Trống, Hà Nội; được tuyển vào Công an xung phong.
Tháng 5 năm 1945, ông là Chủ tịch Ủy ban nhân dân cách mạng xã Thanh Trì (Hà Nội). Sau khi củng cố chính quyền xã, ông huy động nhân dân lên tham gia cuộc mít tinh ngày 19 tháng 8 tại Nhà hát lớn Hà Nội. Sau đó được điều về Hà Nội làm công an, tham gia phá một số vụ án, trong đó có vụ án phố Ôn Như Hầu. Kháng chiến toàn quốc bùng nổ, ông là Trung đội trưởng Công an thanh niên xung phong Mặt trận Việt Minh khu Khâm Thiên, Hà Nội. 
Năm 1946, Mặt trận Hà Nội vỡ, ông cùng vợ là bà Phạm Thị Thanh về Thanh Hóa. Sau đó được lệnh rút vào Đô Lương (Nghệ An), làm trưởng khu Đức Hòa.
Tháng 5 năm 1949, ông được giao làm nhiệm vụ điệp báo và trở về hoạt động tại Hà Nội. Vợ ông cũng được lệnh về Hà Nội  hoạt động nhưng do mới sinh con nên về sau. Tổ chức giới thiệu ông với điệp báo viên Đặng Văn Hàm - từng làm Trưởng ty thương binh tỉnh Ninh Bình - con rể ông Đàm Y. Thời điểm đó ông Đàm Y là quận trưởng của Quận 1 (Hàng Trống) và là thân tín của Tổng trấn Bắc Việt Nghiêm Xuân Thiện. Ông Đặng Văn Hàm sau cũng được đưa vào Nam hoạt động. Sau năm 1975, ông Hàm được thăng quân hàm thiếu tá.
Được sự giúp đỡ của cụ Đàm Y, ông che giấu thân phận là Việt Minh, vào làm công an của chế độ Bảo Đại và sau đó xin làm Đồn trưởng công an Từ Sơn (thuộc chính quyền Pháp khi đó), với lý do làm ở vị trí đó ông mới có điều kiện tìm được vợ con.

### Từ năm 1954 - năm 1975
Năm 1954, hiệp định Genève được ký kết. Ông được lệnh theo quân Pháp vào Nam tiếp tục hoạt động. Để thuận tiện cho việc hoạt động và xóa lý lịch của mình, hai vợ chồng ông Đàm Y sắp xếp cho Đặng Trần Đức cưới cháu họ của mình là bà Ngô Thị Xuân - có bố làm công chức cho Pháp và theo đạo Thiên Chúa. Cụ ông Đàm Y không có điều kiện được thấy nước nhà thống nhất cũng như thành công của Đặng Trần Đức, cụ mất năm 1974 tại Sài Gòn, nhưng sau này 2 vợ chồng cụ đều được công nhận lại tư cách Điệp báo viên của Tình báo Quốc phòng.
Vào Nam, lúc đầu ông được bố trí làm kế toán viên tại Nha Công an Nam phần. Nhờ biết được người Pháp đang có kế hoạch chuyển một số vàng rất lớn về Pháp, ông đã thông tin cho Trưởng ban công tác đặc biệt Phủ Tổng thống là Trần Kim Tuyến. Nhờ đó ông được chuyển về ban công tác đặc biệt Phủ Tổng thống của Việt Nam Cộng hòa, đặc trách tổ chức việc thu thập thông tin buôn lậu vàng. Sau sự việc này, ông chính thức được điều về Sở Nghiên cứu chính trị - xã hội do Trần Kim Tuyến đứng đầu, với cấp bậc là chuyên viên bậc 3.
Trở thành chuyên viên của Sở Nghiên cứu chính trị, ông Ba Quốc tập trung nghiên cứu tất cả những công việc của cơ quan này và bắt đầu khai thác những gì có thể khai thác. Ông làm việc tận tụy, chu đáo, mẫn cán để tạo lòng tin với Trần Kim Tuyến.
Năm 1956, quân Việt Nam Cộng hòa bắt đầu đánh phá ác liệt các "cơ sở nằm vùng của Việt Cộng". Người chỉ huy trực tiếp của ông là ông Ba Hội cũng bị bắt. Trong bối cảnh đó, Trần Kim Tuyến bất ngờ giao cho ông thực hiện một kế hoạch đặc biệt. Một đặc khu ủy viên Sài Gòn – Gia Định đang hoạt động ở nội thành tên Huỳnh Kim Hiệp đã phản bội, báo tất cả danh sách đặc khu ủy, gồm bí thư và 9 đặc khu ủy viên, nơi ở và các hoạt động hằng ngày của họ. Bằng sự khôn khéo của mình, ông đã kịp thông báo cho bí thư khu ủy Sài Gòn – Gia Định lúc đó là ông Nguyễn Văn Linh, người sau này là Tổng bí thư Đảng Cộng sản Việt Nam và các khu ủy viên kịp thời trốn thoát.
Tháng 5 năm 1959, biết được chính quyền Sài Gòn lên kế hoạch ám sát Hoàng thân Sihanouk, ông đã bố trí cho bom nổ lệch giờ, kịp thời cứu mạng Hoàng thân Sihanouk. Sau vụ việc này, Hoàng thân Sihanouk công khai ủng hộ Nhà nước Việt Nam Dân chủ Cộng hòa và Mặt trận Dân tộc Giải phóng miền Nam. Ông cho phép Bộ đội Giải phóng được sử dụng lãnh thổ Campuchia để lập căn cứ, vận chuyển vũ khí, lương thực, đạn dược chi viện cho chiến trường miền Nam.
Năm 1960, sau khi bắt liên lạc được với cơ sở, ông Ba Quốc ngày càng thâm nhập sâu vào Sở Nghiên cứu chính trị và được Trần Kim Tuyến đặc biệt tin tưởng. Trong thời gian này, ông đã phát hiện hồ sơ về 7 ổ gián điệp do Mỹ cài ở miền Bắc. Ông đã chụp ảnh tất cả những hồ sơ này và gửi về căn cứ. Kết quả những ổ gián điệp này đã bị tiêu diệt sạch.
Sau khi chế độ Diệm sụp đổ, trải qua những năm biến động chính trị của miền Nam, Ba Quốc lại thâm nhập vào Phủ Đặc ủy Trung ương Tình báo. Lúc này ông nằm trong cụm điệp báo H67, ông có lúc leo lên đến trợ lý Cục trưởng Cục Tình báo Quốc nội, kiêm nhiệm Trưởng ban Đoàn thể (phụ trách việc theo dõi hoạt động của các tổ chức chính trị). Ở vị trí này, Ba Quốc được tiếp cận với hầu hết các tài liệu quan trọng trong mạng lưới tình báo của Việt Nam Cộng hòa.
Năm 1969, xảy ra vụ án gián điệp của Vũ Ngọc Nhạ, mạng lưới tình báo của Hà Nội trong lòng Sài Gòn có nguy cơ bị vỡ, phòng tình báo miền phải rút cụm trưởng H67 về cứ, và tổ chức hội nghị đánh giá lại công tác tình báo. Tuy nhiên ông vẫn chưa bị lộ. 
Trong thời kỳ chiến tranh, Đặng Trần Đức đã tìm cách tiếp cận với Phạm Xuân Ẩn, một điệp viên khác của Việt Nam Dân chủ Cộng hòa đang hoạt động dưới vỏ bọc nhà báo, để khai thác tin tức. Cả ông và Phạm Xuân Ẩn đều không biết đối phương là đồng đội cùng chiến tuyến. Cấp trên đã ra lệnh cho ông Đức cắt đứt quan hệ với ông Ẩn, viện cớ ông Ẩn là người của CIA.
Năm 1974, do giao liên bị bắt, trước nguy cơ bị lộ, ông được lệnh rút ra mật cứ, rồi từ đó theo đường mòn Hồ Chí Minh ra Bắc. Về Hà Nội, ông báo cáo tình hình chính trị miền Nam cho Bộ Chính trị, và sau đó được phiên quân hàm Trung đoàn bậc phó tương đương thiếu tá. Tại miền Bắc, ông đoàn tụ với gia đình sau 21 năm cách biệt vì nhiệm vụ.

### Giai đoạn sau năm 1975
Khi kết thúc chiến tranh Việt Nam, ông tiếp tục công tác trong ngành Tình báo quốc phòng và trở thành cán bộ Tình báo. Ông đóng góp rất to lớn vào thành công của lực lượng tình báo trong giai đoạn chiến tranh tây nam. Năm 1977, cụm điệp báo Hà Tiên/Kiên Giang mà ông là cụm trưởng đã móc nối thành công với Heng Samrin - tư lệnh sư đoàn 4 của Khmer Đỏ, nắm được ý đồ của Khmer Đỏ coi "Việt Nam là kẻ thù truyền kiếp". Từ đó Trung ương Đảng xác định, đây không chỉ là "xung đột biên giới" đơn thuần mà là cuộc chiến tranh Bảo vệ Tổ Quốc. Năm 1978, ông Heng Samrin tiến hành đảo chính không thành công, Việt Nam buộc phải tiến hành biện pháp cứng, phản công trên toàn biên giới tây nam với hơn 25 vạn quân và tiến vào Phnom Penh lật đổ chế độ Khmer Đỏ.
Tháng 11 năm 1978, ông vinh dự được Nhà nước phong tặng danh hiệu Anh hùng. Lúc này ông mang quân hàm trung tá.
Sau khi Quân đội Việt Nam tiến quân vào Campuchia, ông là cụm trưởng tình báo địa bàn Koh Kong - phụ trách tình báo quân sự khu vực phía Nam Campuchia.
Sau đó ông công tác tại đoàn 817 - cục 2, đơn vị tình báo chính cho lực lượng quân sự Việt Nam tại Campuchia. Năm 1981, lúc này là thượng tá, ông được giao nhiệm vụ là Đoàn phó Đoàn 817 -  phụ trách công tác phản tình báo, bao gồm tiêu diệt và bóc gỡ hệ thống Tình báo của Khmer Đỏ tại Campuchia.
Trong thời kỳ 10 năm ở Campuchia, ông là người tổ chức và chỉ huy Tình báo Việt Nam, phá vỡ các mạng lưới tình báo Khmer Đỏ để lại, triệt phá các kênh ngầm viện trợ cho Khmer Đỏ do liên minh Thái-Mỹ-Trung Quốc đứng đầu, cũng như hỗ trợ đắc lực tin tức tình báo cho Bộ Tư lệnh Quân Tình nguyện Việt Nam tại Campuchia.
Năm 1988, trước tình hình biến động tại Đông Âu, khi được cấp trên yêu cầu đánh giá, ông cho rằng CIA sẽ can thiệp để hình thành cái gọi là Xã hội dân chủ ở Liên Xô, nhằm làm sụp đổ chế độ Cộng sản từ bên trong. Ông cũng dự đoán sẽ có 2 cuộc đảo chính diễn ra: đảo chính giả và phản đảo chính, mà cuộc đảo chính thứ 2 mới là thật. Thực tế đã diễn ra đúng với những gì ông nói, ngày 19 tháng 8 năm 1991, bất mãn với  Tổng thống Liên Xô - Mikhail Gorbachev, Phó tổng thống, Thủ tướng cùng bộ trưởng Quốc phòng và giám đốc KGB đã huy động quân đội cùng công an giành chính quyền, bộ đội sư đoàn tăng Tamanskaya được lệnh tiến vào Thủ đô, còn đặc nhiệm KGB truy bắt các lãnh đạo phe dân chủ. Tuy nhiên, ngay ngày 20 tháng 8, Boris Yeltsin đã làm cuộc phản đảo chính, kêu gọi nhân dân xuống đường, gây áp lực cho quân đội rút khỏi thủ đô. Đến ngày 21, cuộc đảo chính cơ bản thất bại, Yeltsin bắt đầu nắm quyền lực và đặt nền móng cho sự sụp đổ của Liên bang Xô Viết. Nhờ vào đó, nhà nước Việt Nam đã không bị động trước những biến động chính trị ở Đông Âu trong giai đoạn này, một phần dự trữ vàng và ngoại tệ ở Đông Đức và Liên Xô đã được bí mật đưa về nước trước khi thể chế chính trị thay đổi.
Sau khi Việt Nam rút quân khỏi Campuchia, năm 1990 ông được thăng quân hàm Thiếu tướng, lúc này là đoàn trưởng đoàn 817 và sau đó là Cục trưởng Cục 12, phụ trách lực lượng tình báo phía Nam và Campuchia. Trong giai đoạn này, Cục 12 có những đóng góp rất lớn trong việc giải quyết tình hình Campuchia theo hướng có lợi cho Việt Nam. Cục 12 là đơn vị tình báo đầu tiên, tổ chức được hệ thống giao thông, đưa người trở lại Campuchia sau khi Việt Nam rút quân vào năm 1991. Tháng 9 năm 1997, đồng Thủ tướng Norodom Ranariddh bị lật đổ phải sống lưu vong, và phe thân Việt Nam lên nắm quyền tuyệt đối; đến năm 1998, Khmer Đỏ chính thức tan hàng, Pol Pot chết tháng 4 còn  Khieu Samphan đầu hàng quân Hun Sen tháng 12 cùng năm, vấn đề Khmer Đỏ được giải quyết, trong 2 năm biến động này, cục 12 dưới sự chỉ đạo của Đặng Trần Đức (lúc này không còn là cục trưởng) đã thành lập một đơn vị mới đứng chân tại Campuchia để giúp chính quyền thân Việt Nam. Với những thành tích đó, tháng 1 năm 1999, thuộc cấp của ông là Nguyễn Chí Vịnh được bổ nhiệm làm Tổng cục phó, còn Đặng Trần Đức được Cố vấn Ban chấp hành Trung ương phụ trách Vấn đề Campuchia Lê Đức Anh đề nghị giữ chức Tổng cục trưởng - đứng đầu lực lượng Tình báo Quốc phòng, vì tuổi đã cao, ông từ chối, và tín nhiệm Nguyễn Chí Vịnh giữ chức Tổng cục trưởng, tuy vậy, sau này, ông vẫn còn đóng góp thông qua Ban Chỉ đạo Điệp báo Tổng cục. 
Giai đoạn bình thường hóa quan hệ quốc tế, khi còn phụ trách Cục 12 và sau khi về hưu, ông cũng tham mưu và đề xuất với Ban Chỉ đạo Điệp báo Tổng cục trong việc xây dựng lực lượng  Tình báo Kinh tế - Công nghệ.
Ông là người duy nhất đi từ tình báo viên trong chiến tranh Việt Nam, trở thành cán bộ tình báo rồi lãnh đạo tình báo quốc phòng sau chiến tranh.

## Qua đời
Ông mất hồi 5 giờ 30 phút, ngày 26 tháng 3 năm 2004 tại Quân y viện 175, thành phố Hồ Chí Minh trong niềm thương tiếc của gia đình, bạn bè và cán bộ chiến sĩ Tổng cục. Ông được an táng tại nghĩa trang Thành phố Hồ Chí Minh bên cạnh những điệp viên xuất sắc của Quân đội nhân dân Việt Nam như: Phạm Ngọc Thảo, Phạm Xuân Ẩn, Vũ Ngọc Nhạ.

## Câu nói
| “ | Những người làm cho địch không phải là ta, nhưng trong số đó cũng có những người có lòng yêu nước, dù là yêu nước theo kiểu khác | ” |

| “ | Đất nước là gì? Đất nước là mẹ, Tổ quốc là mẹ, là ngôi nhà của mình. Nếu mà có vợ có con, thì đất nước cũng là vợ con, gia đình mình | ” |

## Khen thưởng
Ông đã được Nhà nước và Quân đội nhân dân Việt Nam tặng thưởng nhiều huân huy chương:
- Danh hiệu Anh hùng lực lượng vũ trang nhân dân (1978).

- Huân chương Độc lập hạng Ba.
- Huân chương Quân công hạng Nhì.
- Huân chương Chiến thắng hạng Nhì.
- Huân chương Kháng chiến chống Mỹ hạng Nhất.
- Huân chương Chiến công giải phóng hạng Nhì.
- Huân chương Chiến công giải phóng hạng Ba.
- Huân chương Chiến công hạng Nhất.
- Huân chương Chiến công hạng Nhì.
- Huân chương Chiến công hạng Ba.
- Huân chương Chiến sĩ giải phóng hạng Nhất.
- Huân chương Chiến sĩ giải phóng hạng Nhì.
- Huân chương Chiến sĩ giải phóng hạng Ba.
- Huy chương Quân kỳ quyết thắng.
- Huân chương Chiến sĩ vẻ vang hạng Nhất, Nhì, Ba.
- Huân chương Bảo vệ tổ quốc hạng Nhất (Nhà nước Campuchia tặng).

## Gia đình
Ông Đặng Trần Đức có hai vợ là bà Phạm Thị Thanh (cả, đã mất) và bà Ngô Thị Xuân (lẽ); con trai cả là Đại tá Đặng Trần Thành, con gái lớn là bà Đặng Thị Chính Giang.

## Tưởng nhớ
Một tuyến phố ở Hà Nội được đặt theo tên Thiếu tướng Đặng Trần Đức. Phố Đặng Trần Đức dài 350m, là đoạn từ ngã ba giao cắt phố Thanh Đàm, tại trụ sở UBND phường Thanh Trì (đối diện Đài tưởng niệm liệt sĩ phường Thanh Trì và Nhà tưởng niệm Thiếu tướng Đặng Trần Đức) đến Ngã ba giao cắt tại trụ sở Công an Phường Thanh Trì (tổ dân phố 7, phường Thanh Trì).